# Ruth Brown
Ruth Brown, echte naam Ruth Alston Weston (Portsmouth (Virginia), 12 januari 1928 – Las Vegas, 17 november 2006) was een Amerikaanse r&b-zangeres.
Zij was actief van 1949 tot 1993, en met name in de jaren vijftig nam zij een groot aantal hits op voor Atlantic Records. In 1989 werd haar een Tony Award uitgereikt voor de beste leidende rol in de musical Black and Blue.

## Biografie
Ruth Alston Weston werd als eerste van 7 kinderen geboren in Portsmouth (Virginia). Daar ging ze naar de I.C. Norcom High School, die toentertijd nog gesegregeerd was. De vader van Ruth was een stuwadoor en leidde het lokale kerkkoor. Ruth zelf was meer geïnteresseerd in het zingen in nachtclubs. Ze werd geïnspireerd door Sarah Vaughan, Billie Holiday en Dinah Washington. In 1945 verliet Brown haar huis in Portsmouth samen met trompettist Jimmy Brown, met wie ze later trouwde, om in cafés en clubs op te treden.

### Carrière
Blanche Calloway, de zus van Cab Calloway, organiseerde een optreden voor Ruth Brown in de nachtclub Crystal Caverns in Washington D.C. en werd later haar manager. Willis Conover, een presentator bij Voice of America, zag haar optreden met Duke Ellington en beval haar aan bij Ahmet Ertegün en Herb Abramson van Atlantic Records. Maar door een auto-ongeluk moest Brown negen maanden in het ziekenhuis blijven, waardoor ze geen auditie kon komen doen. Ze tekende haar contract daarom in het ziekenhuisbed. In 1948 woonden Ertegün en Abramson een optreden in Washington bij, waarna Ertegün haar overtuigde om rhythm-and-blues te gaan zingen in plaats van de populaire ballads.
Tijdens haar eerste auditie, in 1949, zong ze So Long, dat kort daarna een hit werd. Daarna volgde Teardrops from My Eyes in 1950. Doordat dit haar eerste uptempo nummer was, stond ze al snel bekend als "Miss Rhythm", en niet veel later als de "Koningin van r&b". Vervolgens bracht ze de nummers I'll Wait for You (1951), I Know (1951), 5-10-15 Hours (1953), (Mama) He Treats Your Daughter Mean (1953), Oh What a Dream (1954), Mambo Baby (1954), en Don't Deceive Me (1960) uit. 
Tussen 1949 en 1955 stond Brown 149 weken in de r&b-hitlijsten met 16 top 10-hits, waaronder 5 die nummer 1 werden.

### Overlijden
Op 17 november 2006 overleed Ruth Brown in een ziekenhuis in Las Vegas aan de gevolgen van een hartaanval een maand eerder. Brown ligt begraven op Roosevelt Memorial Park, Chesapeake City in Virginia. Eind januari 2007 vond een herdenkingsconcert plaats in Harlem, New York.

## Discografie

### Albums
- 1957: Rock & Roll (Atlantic)
- 1959: Late Date With Ruth Brown (Atlantic)
- 1959: Miss Rhythm (Atlantic)
- 1962: Along Comes Ruth (Philips Records)
- 1962: Gospel Time (Philips Records)
- 1968: The Big Band Sound of Thad Jones / Mel Lewis Featuring Miss Ruth Brown (Solid State)
- 1969: Black Is Brown And Brown Is Beautiful (Skye Records)
- 1972: The Real Ruth Brown (Cobblestone Records)
- 1978: You Don't Know Me (Dobre Records)
- 1989: Blues on Broadway (Fantasy Records)
- 1991: Fine and Mellow (Fantasy Records)
- 1993: The Songs Of My Life (Fantasy Records)
- 1997: R+B=Ruth Brown (Bullseye Blues)
- 1999: A Good Day For The Blues (Bullseye Blues)
- 2006: Rockin' In Rhythm - The Best Of Ruth Brown (compilatie, Atlantic/Rhino)
- 2006: Jukebox Hits (compilatie, Acrobat)
- 2007: The Definitive Soul Collection (2cd-compilatie, Atlantic/Rhino)

### Singles
| Jaar | Single                              | Album                                             |
| ---- | ----------------------------------- | ------------------------------------------------- |
| 1949 | So Long                             |                                                   |
| 1950 | Teardrops from My Eyes              | Rockin' With Ruth                                 |
| 1951 | I'll Wait for You                   |                                                   |
| 1951 | I Know                              |                                                   |
| 1952 | 5-10-15 Hours                       |                                                   |
| 1952 | Daddy Daddy                         | Ruth Brown                                        |
| 1953 | (Mama) He Treats Your Daughter Mean | Ruth Brown                                        |
| 1953 | Wild, Wild Young Men                | Ruth Brown                                        |
| 1953 | Mend Your Ways                      | Ruth Brown & Her Rhythmakers - Sweet Baby of Mine |
| 1954 | Oh What a Dream                     | Ruth Brown                                        |
| 1954 | Mambo Baby                          |                                                   |
| 1955 | As Long As I'm Moving               | Rockin' With Ruth                                 |
| 1955 | Bye Bye Young Men                   | Rockin' With Ruth                                 |
| 1955 | I Can See Everybody's Baby          | Rockin' With Ruth                                 |
| 1955 | It's Love Baby (24 Hours a Day)     | The Best of Ruth Brown                            |
| 1955 | Love Has Joined Us Together         | The Best of Ruth Brown                            |
| 1956 | I Want to Do More                   | Sweet Baby of Mine                                |
| 1956 | Sweet Baby of Mine                  | Sweet Baby of Mine                                |
| 1957 | Lucky Lips                          | The Best of Ruth Brown                            |
| 1958 | This Little Girl's Gone Rockin'     | Rockin' With Ruth                                 |
| 1958 | Why Me                              | Miss Rhythm                                       |
| 1959 | I Don't Know                        | Miss Rhythm                                       |
| 1959 | Jack'O Diamonds                     | Miss Rhythm                                       |
| 1960 | Don't Deceive Me                    | Rockin' With Ruth                                 |
| 1960 | Taking Care of Business/Honey Boy   |                                                   |